# Список перших леді Туреччини

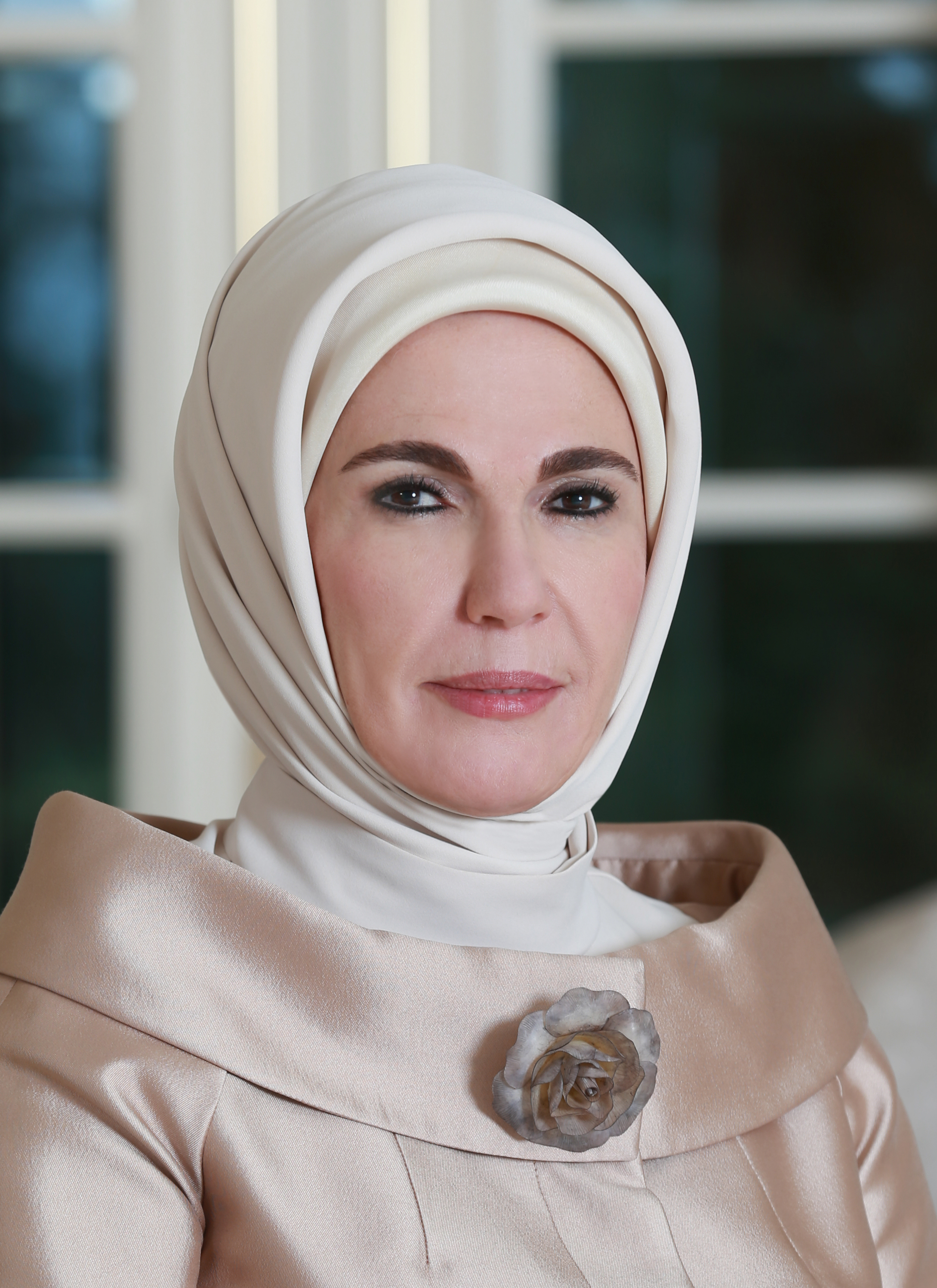
Еміне Ердоган

Список перших леді Туреччини включає дружин президентів Туреччини з 1923 року.
| #  | Ім'я              | Чоловік                | Початок | Закінчення |
| -- | ----------------- | ---------------------- | ------- | ---------- |
| 1  | Латіфе Ушаклигіль | Ататюрк Мустафа Кемаль | 1923    | 1925       |
| 2  | Мевхибе Іненю     | Ісмет Іненю            | 1938    | 1950       |
| 3  | Решіде Байяр      | Махмуд Джеляль Баяр    | 1950    | 1960       |
| 4  | Мелахат Гюрсель   | Джемаль Гюрсель        | 1960    | 1966       |
| 5  | Атіфет Сунай      | Джевдет Сунай          | 1966    | 1973       |
| 6  | Емель Корутюрк    | Фахрі Корутюрк         | 1973    | 1980       |
| 7  | Секіне Еврен      | Кенан Еврен            | 1982    | 1989       |
| 8  | Семра Озал        | Тургут Озал            | 1989    | 1993       |
| 9  | Назміє Демірель   | Сулейман Демірель      | 1993    | 2000       |
| 10 | Семра Сезер       | Ахмет Недждет Сезер    | 2000    | 2007       |
| 11 | Хайрюнніса Гюль   | Абдулла Гюль           | 2007    | 2014       |
| 12 | Еміне Ердоган     | Реджеп Таїп Ердоган    | 2014    | до тепер   |